# 北海道道89号札幌環状線
北海道道89号札幌環状線（ほっかいどうどう89ごう さっぽろかんじょうせん）は、北海道札幌市を通る道道（主要地方道）である。全線が札幌市管理路線。

## 概要
北海道札幌市西区から北区、東区、白石区、豊平区、中央区を経て同じ地点に戻る環状道路である。東半分は札幌圏都市計画道路「環状通」に一致するが、西半分では「環状通」の外側を回る別経路をとる。（「環状通」との違い参照）

### 路線データ
- 起終点：北海道札幌市西区二十四軒3条7丁目（北海道道124号宮の沢北1条線交点）
- 総延長：26.083 km[1]
- 実延長：25.795 km[1]
- 重用延長：0.288 km[1]

## 歴史
- 1973年（昭和48年）3月31日 - 809号として路線認定[2]。
- 1993年（平成5年）5月11日 - 建設省から、道道札幌環状線が札幌環状線として主要地方道に指定される[3]。
- 1994年（平成6年）10月1日 - 路線番号を89に変更[4]。

## 路線状況

### 別名・通称
- 宮の森北24条通（宮の森3-13 - 北24東7）
- 東8丁目篠路通（北23東8 - 北15東8）
- 環状通（北15東8 - 南19西15）
- 藻岩山麓通（南19西16 - 宮の森1-15）

### 重複区間
- 主要市道9900号真駒内篠路線：札幌市東区北23条東8丁目 - 東区北15条東8丁目
- 北海道道864号大麻東雁来線：札幌市東区東雁来1条1丁目 - 白石区北郷3条2丁目

## 地理

### 通過する自治体
- 札幌市（西区、北区、東区、白石区、豊平区、中央区）

### 交差する道路
西区

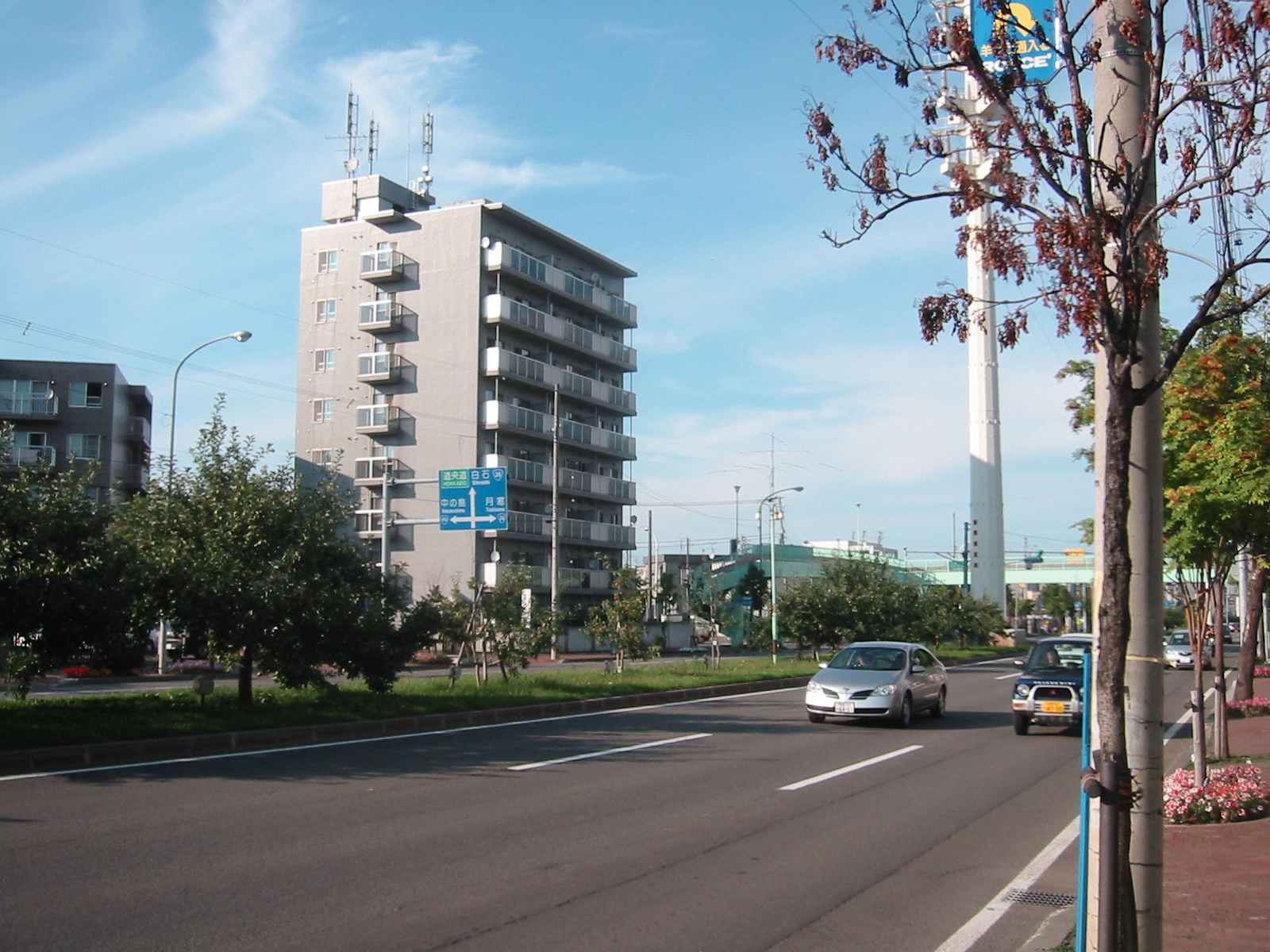
豊平区美園駅付近で撮影。ここは環状通と一致している

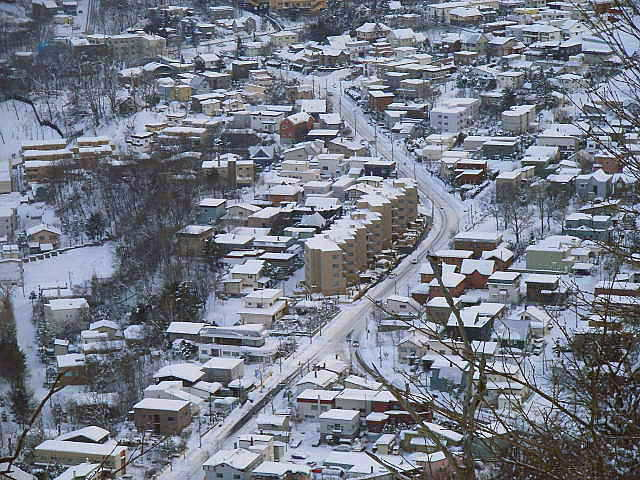
旭ヶ丘1丁目の藻岩山麓通（2005年1月）

- 北海道道124号宮の沢北一条線（北5条手稲通） - 宮の森4-1交差点
- 北海道道452号下手稲札幌線（下手稲通）八軒5東4交差点

北区
- 国道5号（石狩街道、創成川通） - 北24西2交差点

東区
- 国道5号（石狩街道、創成川通） - 北24東1交差点
- 主要市道9900号真駒内篠路線（東8丁目篠路通） - 北23東8交差点、北15東8交差点（重複）
- 北海道道273号花畔札幌線 - 北13東15交差点
- 国道275号（北1条雁来通） - 東雁来1-1交差点
- 北海道道864号大麻東雁来線 - 東雁来1-1交差点、白石区北郷3-2交差点（重複）

白石区
- 主要市道9901号旭山公園米里線（南7条米里通） - 菊水元町6-1交差点
- 北海道道864号大麻東雁来線（北13条北郷通） - 東区東雁来1-1交差点、北郷3-2交差点（重複）
- 国道12号（札幌江別通） - 本通1北交差点【北緯43度3分8.9秒 東経141度24分12.8秒 / 北緯43.052472度 東経141.403556度】
- 北海道道3号札幌夕張線 （南郷通） - 南郷通1北交差点

豊平区
- 国道36号（月寒通） - 美園3-7交差点
- 主要市道9903号羊ヶ丘線（羊ヶ丘通） - 美園12-7交差点
- 国道453号（平岸通） - 平岸3-10交差点
- 主要市道9900号真駒内篠路線（豊平川通） - 中の島1-4交差点

中央区
- 主要市道9900号真駒内篠路線（豊平川通） - 南19西5交差点
- 国道230号（石山通） - 南19西10交差点
- 北海道道453号西野白石線 - 白石藻岩通、環状通） - 南19西15交差点
- 主要市道9901号旭山公園米里線（菊水旭山公園） - 界川1交差点
- 主要市道9902号南19条宮の沢線（北1条宮の沢通） - 宮の森3-11交差点
- 北海道道453号西野白石線（山の手通） - 宮の森4-7交差点
- 北海道道124号宮の沢北一条線（北5条手稲通） - 宮の森4-1交差点

## 「環状通」との違い
道道札幌環状線と「環状通」はともに札幌市の主要地をめぐる環状道路である。
道道札幌環状線は起点から「宮の森北24条通」として北東に進んだ後東進し、「東8丁目篠路通（主要市道9900号真駒内篠路線）」交点を右折、重複して南進する。一方、環状通は北区北15条西5丁目を起点とし市道として東進する。地下鉄東区役所前駅付近の東区北15条東8丁目で両者は合流し、ここから、南の中央区南19条西15丁目で北海道道453号西野白石線と交わるところまでは、両者は一致する。
道道札幌環状線のほうは、ここからさらに北西に進んで「藻岩山麓通」を通り、円山の西に分け入り、「宮の森北24条通」となって、起点（終点）に戻る。
しかし「環状通」は中央区南19条西15丁目で北に曲がり、道道西野白石線、主要市道9902号南19条宮の沢線を経由し、円山の東を通り、環状通エルムトンネルをくぐり、国道5号に接続する（北区北18条西2丁目）。